# 김민환 (야구인)
김민환(金敏桓, 1977년 5월 27일 ~ )은 전 KBO 리그 야구 선수의 투수이었으며 모교인 광주일고 야구부로 활동중이다. 전 야구선수 1973년생인 박재홍과 얼굴이 닮았다. 

## 출신학교
- 1993년 ~ 1996년 : 광주제일고등학교
- 1996년 ~ 2000년 : 경희대학교 (1996학번)

## 등번호
- 19번